# Helsingin Bussiliikenne

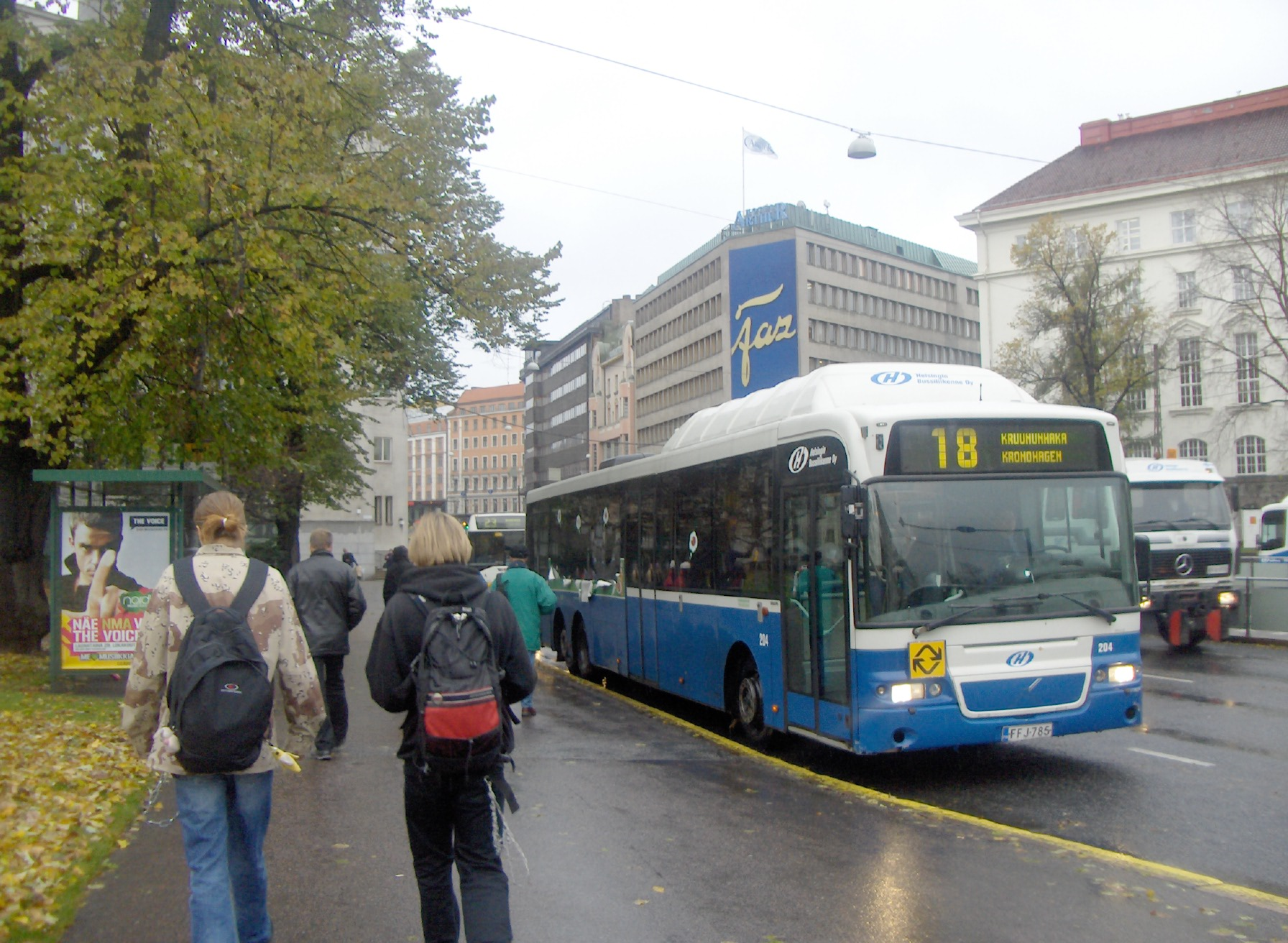
Helsingin Bussiliikenne Oy bus 204

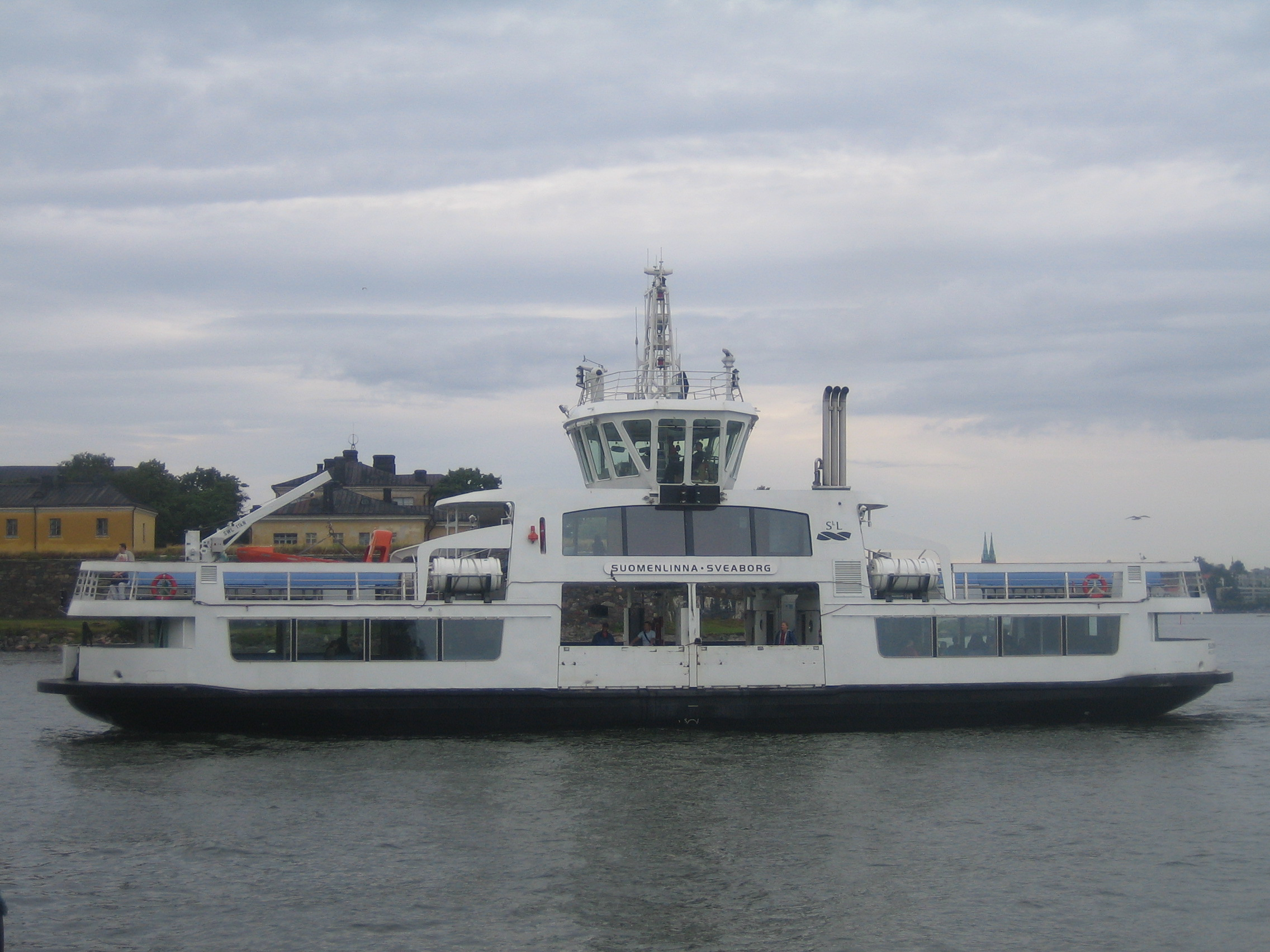
M/S Suomenlinna II

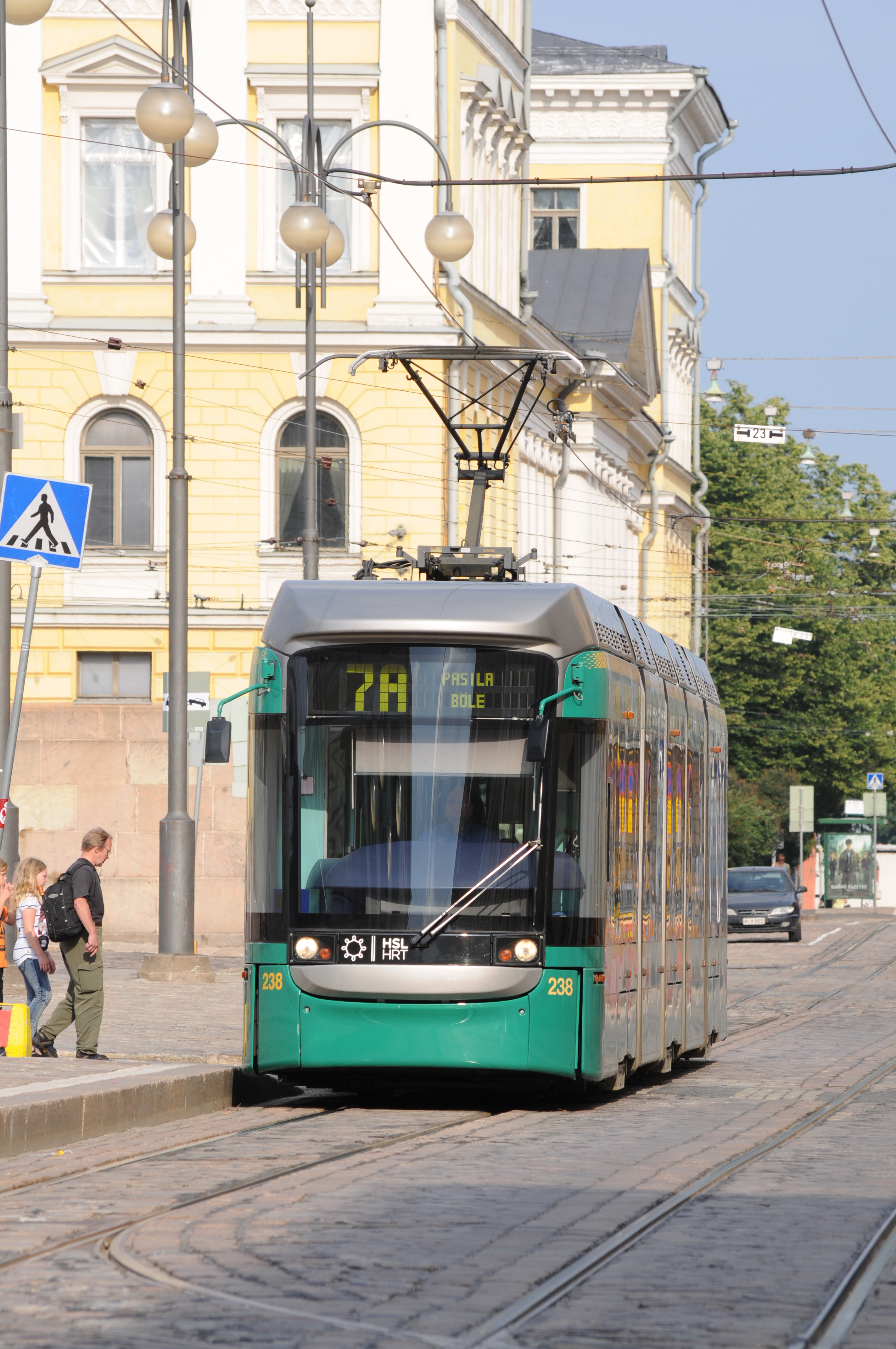
Tram Helsinki

Helsingin Bussiliikenne Oy (HelB) is het stadsvervoerbedrijf van de Finse hoofdstad Helsinki. Het bedrijf werd in 1945 opgericht als Helsingin kaupungin liikennelaitos/Helsingfors stads trafikverk (HKL/HST).

## Bus
Oorspronkelijk voerde HKL/HST de busdiensten zelf uit. Eind 2004 is de busafdeling van HKL/HST omgezet in een zelfstandige onderneming om in januari 2005 te kunnen fuseren met Suomen Turistiauto tot Helsingin Bussiliikenne Oy (HelB). HelB is volledig eigendom van de gemeente Helsinki. In 2004 vervoerde het bedrijf 203,5 miljoen mensen.
HKL/HST is sindsdien alleen nog maar opdrachtgever. HelB voert de meeste busdiensten uit. Andere vervoerders zijn Veolia Transport, Pohjolan Kaupunkiliikenne en Concordia. Bussen van bedrijven die busdiensten voor HKL/HST uitvoeren, zijn te herkennen aan een vierkant geel schild op de bus met het HKL/HST-logo erop. Er zijn ongeveer 125 HKL/HST-buslijnen (inclusief nacht- en spitslijnen)
Van 1949 tot 1985 exploiteerde HKL/HST ook trolleybussen.

## Boot
Suomenlinnan Liikenne Oy (SLL) is de exploitant van twee veerdiensten van Helsinki naar Suomenlinna. SLL is eigendom van HKL/HST en de Finse staat. In 2004 vervoerde de veerboten 1,4 miljoen mensen.

## Tram
Het tramnet van Helsinki is 96 kilometer lang en bestaat uit tien lijnen. In 2004 vervoerde de tram 56,6 miljoen mensen.

## Metro
Het metronet van Helsinki is 21 kilometer lang, telt 16 stations en bestaat uit een lijn met een zijtak. In 2004 vervoerde de metro 55,4 miljoen mensen.